# Vicente López Tovar
Vicente López Tovar (1909-1998) était un militaire et homme politique espagnol. Il participa à la Guerre civile d'Espagne du côté républicain, et fut membre de la Résistance française pendant la Seconde Guerre mondiale. En 1944, il mena l'Invasion du Val d'Aran contre les forces de Francisco Franco. Depuis 2012 une rue dans le quartier des Tibaous à Toulouse porte son nom.